# 白蘭國

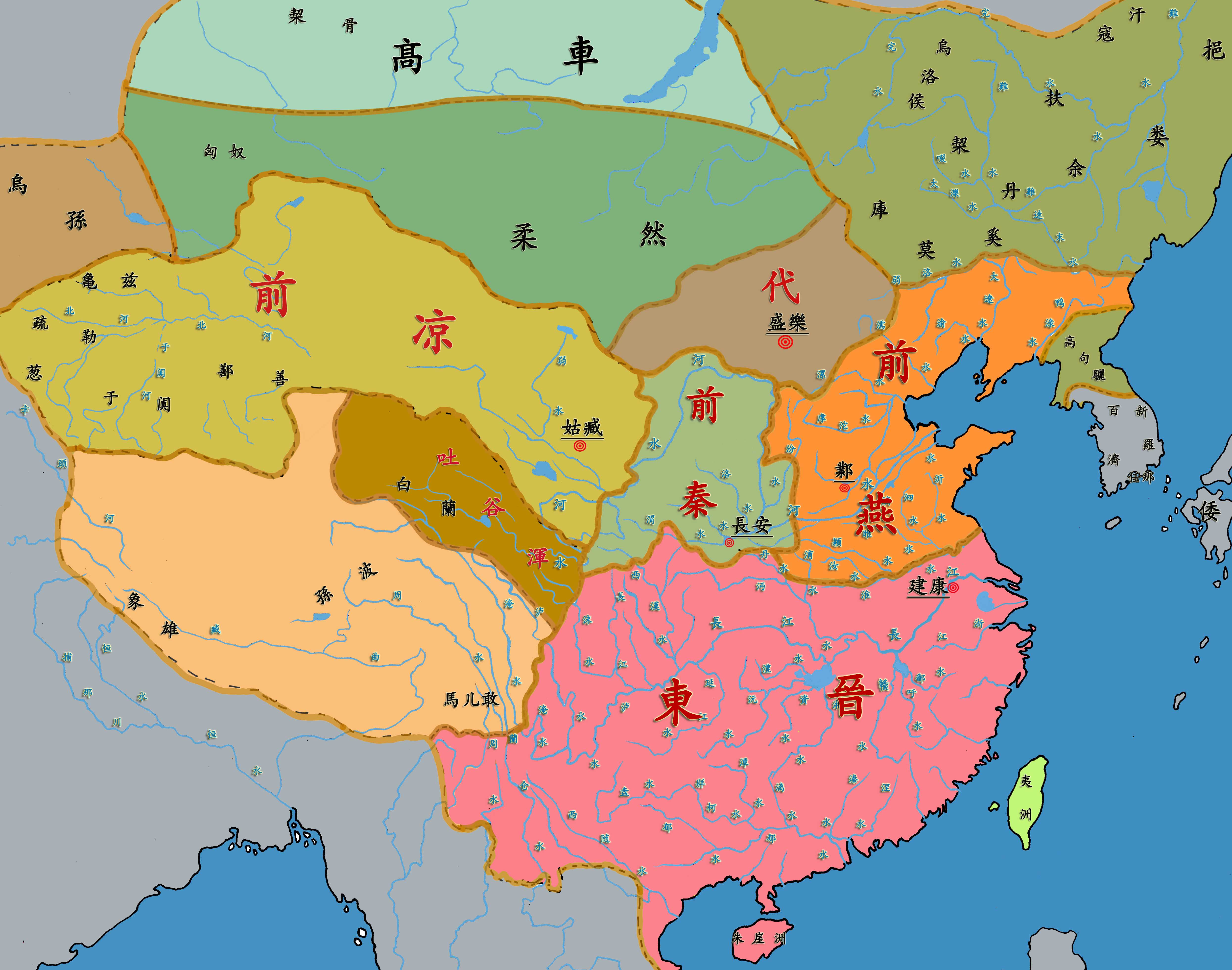
吐谷浑，白兰国範圍

白蘭是自公元2世纪起存在于今天青海南部的一个丁零人所建立的古国，民族大约为丁零人和古羌族构成。
中原史料对其记载甚少，直到公元4世纪初期，慕容吐谷浑来到西部建国后才被汉地西晉官方所记录。
东晋咸和四年（329年），慕容吐延被羌族酋長姜聰刺死，臨死時囑咐長子葉延保衛白兰道。及後，葉延繼位，在沙洲（吐谷渾）建立慕克川總部，並以吐延為氏，以吐谷渾為姓、族姓及國號。
白兰国故地在当时成为联系中原和西域一个重要通道，被后人称为白兰道（又被称为河南道），吐蕃强盛后此地又被吐蕃控制了几个世纪。十三世纪时蒙古人迂回白兰道消灭了大理国，进而加速了对南宋的侵略。

## 史书中的白蘭國
南朝宋書/卷96在提及吐谷渾時多次提到白蘭，‘吐延被‘羌酋薑聰所刺；劍猶在體，呼子葉延，語其大將絕拔渥曰：「吾氣絕，棺斂訖，便遠去保白蘭。白蘭地既嶮遠，又土俗懦弱，易為控禦。’又稱‘白蘭土出黃金、銅、鐵。其國雖隨水草，大抵治慕賀川。’
北朝周書中記載：‘白蘭者，羌之別種也。’可見白蘭可能是古羌族與丁零人的混合民族，为北方遊牧民族南下白蘭地與羌族混合形成。
《册府元龟》记载：“白兰土出黄金钢铁，其国逐水草，……以肉酪为粮，颇识文字。……地宜大麦，而多芜青，颇有菽粟，出蜀马、牦牛”。
《新唐书·党项传》：“又有白兰羌，吐蕃谓之丁零，左属党项，右与多弥接。胜兵万人，勇战斗，善作兵，俗与党项同。” 
《新唐书·西域传》：“龙朔(661—663年)后，白兰，春桑及白狗羌为吐蕃所臣，藉其兵为前驱”。

## 延伸阅读
[在维基数据编辑]
 《周書·卷49》，出自令狐德棻《周書》
 《宋書·卷96》，出自沈约《宋书》